# Cystodytes roseolus
Cystodytes roseolus is een zakpijpensoort uit de familie van de Polycitoridae. De wetenschappelijke naam van de soort is voor het eerst geldig gepubliceerd in 1912 door Hartmeyer.